# Обиньян
Обинья́н (фр. Aubignan) — коммуна на юго-востоке Франции в регионе Прованс — Альпы — Лазурный Берег, департамент Воклюз, округ Карпантрас, кантон Карпантрас. До марта 2015 года коммуна административно входила в состав кантона Карпантра-Нор.

## История

### Античность
На западном склоне холма, расположенного напротив Обиньяна, были найдены монеты, медали, черепица и остатки зданий галло-романского периода. Предполагается, что здесь располагалась вилла, принадлежавшая семейству Албаниус.

### Средние века
В 1095 году Уильямом I, епископом Оранжа, здесь была освящена первая церковь в честь святого Виктора. Обиньян входил в домен графства Тулузы. В XII веке сельская церковь Св. Петра и монастырь Сен-Совёр относились к аббатству Сен-Андре-де-Вильнёв-лез-Авиньон. В 1274 году село перешло от графства Тулузы к папскому престолу и было объединено с графством Венессен.

### Эпоха Возрождения
- В 1588 году Обиньян был захвачен протестантами. При этом был убит один из протестантских капитанов и деревня не была уничтожена только благодаря тому, что будущий констебль убедил, что это было случайностью.
- В 1602 году в Обиньяне появилась первая гильдия виноделов.
- В 1645 году Пацци Авиньонский построил здесь подъёмный мост.
- Сеньор Лориоля был возведён в ранг маркиза папой Климентом IX в 1667 году.

### Топоним
На протяжении X — XIV веков название деревни претерпело несколько изменений. Прежние названия были: Albegnano (951), Albagnano (1135), Albanhano (1206) и Albanhanum (1319). Окситанский вариант названия был Aubinhan. Предполагается, что название произошло от галло-романского имени Албаниус, семья с таким именем, возможно, владела древнеримской усадьбой, располагавшейся неподалёку.

## Географическое положение
Обиньян расположен в 24 км к юго-востоку от Авиньона и к северу от Карпантра, входит в историческое графство Венессен. Соседние коммуны: Бом-де-Вениз на севере, Сен-Ипполит-ле-Гравейрон на северо-востоке, Лориоль-дю-Конта и Саррьян на юго-западе.
Площадь коммуны — 15,7 км², население — 4498 человек (2006) с тенденцией к росту: 5244 человека (2012), плотность населения — 334,0 чел/км².

### Рельеф и геология
Город расположен на небольшом холме между равнинной местностью Конта-Венессен к югу в сторону Карпантра и подножием гряды Дантель-де-Монмирай на север. Северные склоны особенно благоприятны для виноградников.

### Гидрография
Обиньян богат фонтанами и бассейнами, особенно в нижнем городе. Через него протекает на юго-запад ручей Брегу, впадающий в Мед. Во время наводнения 1992 года уровень воды в Брегу поднялся на 0,5-1,5 м, что вызвало разрушения в Везон-ла-Ромен. В окрестностях коммуны Салетт впадает в Брегу.

## Демография
Население коммуны в 2011 году составляло 5164 человека, а в 2012 году — 5244 человека.
| 1962 | 1968 | 1975 | 1982 | 1990 | 1999 | 2004 | 2006 | 2009 | 2010 | 2011 | 2012 |
| ---- | ---- | ---- | ---- | ---- | ---- | ---- | ---- | ---- | ---- | ---- | ---- |
| 1635 | 1819 | 2126 | 2230 | 3347 | 3837 | 4245 | 4498 | 4861 | 4864 | 5164 | 5244 |

Динамика населения: